# Mercedes-Benz SSKL
La Mercedes-Benz SSKL est une automobile sportive de luxe de la fin des années 1920 et du début des années 1930, développée par le constructeur automobile allemand Mercedes-Benz. Son nom est un sigle allemand pour Super Sport Kurz Leicht. Le dernier terme, signifiant « léger », fait référence à l'allègement du châssis ; en effet, la SSKL est basée sur le châssis de la Mercedes-Benz SSK allégée de 170 kg de façon à rendre l'automobile plus légère et plus agile pour la compétition.
En dépit des nombreuses victoires de la SSK en course, le projet W06 commence à sentir le poids des années. Pour cette raison, il faut faire évoluer la SSK de manière plus radicale encore. Ferdinand Porsche vient de quitter Mercedes-Benz, il est remplacé par Hans Niebel qui est lui aussi un ingénieur talentueux. En 1929, il prend un châssis nu de SSK qu'il commence à alléger considérablement en faisant de grands trous le long des rails du cadre. À la fin de l'amaigrissement, la voiture pesait 170 kg de moins. Ainsi est née la SSKL, la seule des Type S conçues pour la course, où elle a été utilisée avec succès. Mécaniquement, le moteur utilisé, est du type M06 RS et atteint une puissance maximale de 300 ch à 3400 tr/min.
Ce modèle connut de grands succès dans les compétitions. Pour gagner en vitesse sur des circuits comme celui de l'AVUS, une version à carrosserie aérodynamique de la SSKL a été préparé, elle a obtenu de bons résultats sur circuit.

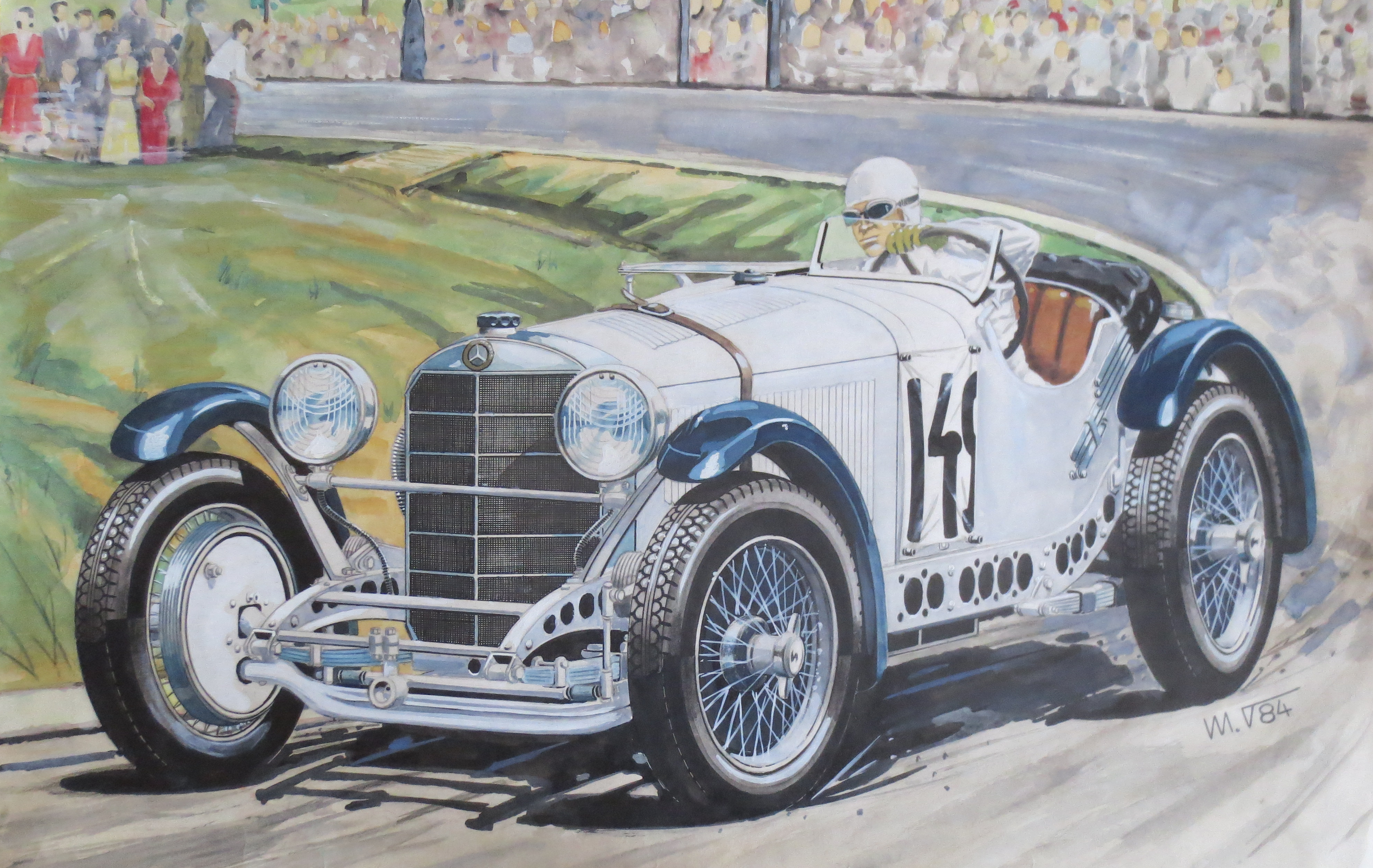
R. Caracciola, Mercedes-Benz SSKL, Zbraslav-Jíloviště (1931)